# Герб Тираны
Герб Тираны — официальный символ столицы Албании. Герб был утверждён в 2001 году.

## Описание
Герб представляет собой французский геральдический щит, рассечённый по вертикали надвое. В правой части на красном фоне изображена серебряная башня с часами. В левой половине на лазоревом фоне изображён серебряный волк, держащий золотую лилию. Изображение волка пересекает красная линия с двумя восьмиконечными серебряными звёздами. Волк олицетворяет могучую власть, лилия служит напоминанием о подчинении части албанских земель сицилийским королям. Над щитом изображена башенная корона.